# エレマ族
エレマ族（エレマぞく、Elema）は、パプアニューギニアに住む少数民族。

## 居住地
ニューギニア南岸、オロコロ湾沿いの全長1600kmに及ぶ沼沢地帯に住んでいる。「ビッグマン（非世襲制の首長）」のもとに村々に分かれて暮らしている。

## 歴史
エレマ族社会は、1919年に起こった一種の船荷信仰「バイララ狂乱」により大きな打撃を受けた。当時各地の村人は船荷が天から降ってくると信じ、その船荷を引き付けようとしてあちこちに大きな台を造り、その上に捧げ物を置いていた。白人の神を信じれば、自分たちも白人のような品物を持てると信じたためである。

## 生活
経済基盤はサゴヤシ、ヤムイモ類、タロイモ、バナナ類などの栽培。

## 宗教
ほとんどがキリスト教徒である。